# シアトル・フリーズ
シアトル・フリーズ（英: Seattle Freeze）は、「米国ワシントン州のシアトル市では（とりわけ他の都市の出身者にとって）友人を作るのが難しい」とする信条である。シアトルに来たばかりの人々にとって、シアトル市民は「孤立的にして冷淡、他人と距離を置きがちで、他人を信用しない人々」と捉えられることがある。バーやパーティーなどの場においても、シアトル出身の人々は徒党を組み、その内部での交流に耽る傾向にあるとされる。ある作家は、このシアトル特有の排他性について「彼らはとても礼儀正しいが、それほど友好的ではない」と評した。また、このシアトル・フリーズが本当に存在するのか、疑問を投げかける者も多い。
この社会現象のルーツは、一説には、シアトル史の初期に移住してきた北欧人の控えめで内気な性格だとされる。また、この地域の雨の多い気候が人々に心理的影響を与えたとする説や、テクノロジー産業に見られる他人との交流を得意としない労働者が原因だとする説、さらにはこの地域には歴史的に独立心の強い開拓者が多かったとする説まである。